# Blue (film 2009)
Blue è un film del 2009 diretto da Anthony D'Souza.

## Colonna sonora
1. Kylie Minogue, Sonu Nigam, Suzanne D'Mello – Chiggy Wiggy – 5:12
2. Sukhwinder Singh, Shreya Ghoshal – Aaj Dil Gustakh Hai – 5:29
3. Vijay Prakash, Shreya Ghoshal – Fiqrana – 5:25
4. Rashid Ali, Kavita Belliga – Bhoola Tujhe – 5:26
5. Blaaze, Raqeeb Alam, Sonu Kakkar, Jaspreet Jasz, Neha Kakkar, Dilshaad Shaik – Blue Theme – 3:55
6. Sonu Nigam, Shreya Ghoshal – Rehnuma – 4:24
7. Udit Narayan, Madhushree – Yaar Mila Tha – 4:29